# Sun secrets (The Cosmic Garden)
Sun secrets is het debuutalbum van de Duitse muziekgroep The Cosmic Garden. Deze band bestaat uit twee leden Tibor Fredmann en Siegbert Hümmer. Fredmann is gespecialiseerd in ambient (ook als DJ); (Sigi) Hümmer is afkomstig uit de punk (de band Marionetz) en krautrock. The Cosmic Garden maakt muziek in de stijl van de pioniers van de elektronische muziek uit het begin van de zeventiger jaren van de 20e eeuw. Stijlgenoten zijn Tangerine Dream (uit die tijd) en Popol Vuh. Tegelijkertijd verscheen Spirale, een EP. 

## Musici
- Tibro Fredman, Ziggy Hümmer – gitaar, synthesizers en elektronica

## Muziek
| Nr. | Titel                               | Duur  |
| --- | ----------------------------------- | ----- |
| 1.  | Interstellar waves                  | 5:21  |
| 2.  | Absteig in die Unterwelt            | 10:48 |
| 3.  | Purpure liquid Plejades             | 4:48  |
| 4.  | Münich 1969 – Summer of love        | 4:41  |
| 5.  | In love with Rosy Rosy              | 9:54  |
| 6.  | Im Tal der Eremiten                 | 9:32  |
| 7.  | Where have all the flowergirls gone | 7:51  |
| 8.  | Himalaya space                      | 1:02  |